# Juan Antonio Zulaibar
Juan Antonio Zulaibar (Ceánuri, 23 juni 1753 - 4 maart 1824) was een Spaans rooms-katholieke geestelijke. Zulaibar was van 1804 tot zijn dood in 1824 aartsbisschop van het aartsbisdom Manilla.
Zulaibar trad op 16-jarige leeftijd toe tot de Dominicaanse kloosterorde in het Spaanse Burgos. Hij behaalde een Master-diploma aan de Universidad de Avila en werd universitair docent aan diezelfde universiteit. Op 50-jarige leeftijd werd hij benoemd als aartsbisschop van het aartsbisdom Manilla. Bijna een jaar later, op 14 juli 1805 werd hij ingewijd als aartsbisschop door Domingo Collantes, de bisschop van Caceres.
Zulaibar bleef aartsbisschop van Manilla tot zijn dood in 1824 op 70-jarige leeftijd. Hij werd opgevolgd door Hilarión Díez